# Grand Prix van Roussillon 1949
De Grand Prix van Roussillon 1949 was een autorace die werd gehouden op 8 mei 1949 op het Circuit des Platanes de Perpignan in Perpignan. De race werd verreden in twee heats van 50 ronden die na de tweede heat bij elkaar werden gevoegd.

## Uitslag

### Heat 1
| Positie | No | Rijder                  | Team          | Ronden | Tijd/Opgave | Grid |
| ------- | -- | ----------------------- | ------------- | ------ | ----------- | ---- |
| 1       | 4  | Juan Manuel Fangio      | Maserati      | 50     | 1:17:06.8   | 2    |
| 2       | 10 | Birabongse Bhanubandh   | Maserati      | 50     | + 25.1      | 1    |
| 3       | 6  | Benedicto Campos        | Maserati      | 49     | + 1 ronde   | 4    |
| 4       | 12 | Emmanuel de Graffenried | Maserati      | 49     | + 1 ronde   | 8    |
| 5       | 18 | Robert Manzon           | Simca Gordini | 49     | + 1 ronde   | 7    |
| 6       | 14 | Nello Pagani            | Maserati      | 48     | + 2 ronden  | 9    |
| 7       | 24 | Pierre Levegh           | Talbot-Lago   | 46     | + 4 ronden  | 10   |
| 8       | 16 | Maurice Trintignant     | Simca Gordini | 45     | + 5 ronden  | 6    |
| 9       | 8  | Luigi Villoresi         | Maserati      | 45     | + 5 ronden  | 3    |
| 10      | 22 | Henri Louveau           | Delage        | 44     | + 6 ronden  | 11   |
| NF      | 2  | Raymond Sommer          | Simca Gordini | 2      | Crash       | 5    |

### Heat 2
| Positie | No | Rijder                              | Team          | Ronden | Tijd/Opgave | Grid |
| ------- | -- | ----------------------------------- | ------------- | ------ | ----------- | ---- |
| 1       | 10 | Birabongse Bhanubandh               | Maserati      | 50     | 1:16:09.4   | 2    |
| 2       | 4  | Juan Manuel Fangio                  | Maserati      | 50     | + 0.5       | 1    |
| 3       | 8  | Luigi Villoresi                     | Maserati      | 50     | + 1:04.7    | 9    |
| 4       | 6  | Benedicto Campos                    | Maserati      | 49     | + 1 ronde   | 3    |
| 5       | 12 | Emmanuel de Graffenried             | Maserati      | 48     | + 2 ronden  | 4    |
| 6       | 24 | Pierre Levegh                       | Talbot-Lago   | 47     | + 3 ronden  | 7    |
| 7       | 16 | Maurice Trintignant                 | Simca Gordini | 46     | + 4 ronden  | 8    |
| 8       | 14 | Nello Pagani                        | Maserati      | 46     | + 4 ronden  | 6    |
| 9       | 22 | Henri Louveau Francisco Godia-Sales | Delage        | 44     | + 6 ronden  | 10 – |
| NF      | 18 | Robert Manzon                       | Simca Gordini | 24     | Uitgevallen | 5    |

### Complete uitslag
| Positie | No | Rijder                              | Team          | Ronden | Tijd/Opgave |
| ------- | -- | ----------------------------------- | ------------- | ------ | ----------- |
| 1       | 4  | Juan Manuel Fangio                  | Maserati      | 100    | 2:33:16.7   |
| 2       | 10 | Birabongse Bhanubandh               | Maserati      | 100    | + 24.6      |
| 3       | 6  | Benedicto Campos                    | Maserati      | 98     | + 2 ronden  |
| 4       | 12 | Emmanuel de Graffenried             | Maserati      | 97     | + 3 ronden  |
| 5       | 14 | Nello Pagani                        | Maserati      | 94     | + 6 ronden  |
| 6       | 8  | Luigi Villoresi                     | Maserati      | 93     | + 7 ronden  |
| 7       | 24 | Pierre Levegh                       | Talbot-Lago   | 93     | + 7 ronden  |
| 8       | 16 | Maurice Trintignant                 | Simca Gordini | 91     | + 9 ronden  |
| 9       | 22 | Henri Louveau Francisco Godia-Sales | Delage        | 88     | + 12 ronden |
| NF      | 18 | Robert Manzon                       | Simca Gordini | 73     | Uitgevallen |
| NF      | 2  | Raymond Sommer                      | Simca Gordini | 2      | Crash       |